# Beata Rutkiewicz
Beata Katarzyna Rutkiewicz (ur. 9 lutego 1977 w Sierakowicach) – polska urzędniczka samorządowa, w latach 2015–2023 wiceprezydent Wejherowa, od 2023 wojewoda pomorski.

## Życiorys
Ukończyła studia na Wydziale Oceanotechniki i Okrętownictwa Politechniki Gdańskiej oraz studia podyplomowe dotyczące zamówień publicznych na Uniwersytecie Gdańskim. W 2022 została absolwentką Akademii Ekonomiczno-Humanistycznej w Warszawie na kierunku zarządzanie kapitałem ludzkim i psychologia w zarządzaniu, skończyła również studia typu MBA w Collegium Humanum.
Pracowała jako specjalistka do spraw zamówień publicznych w Agencji Nieruchomości Rolnych w Gdańsku (2003–2005), Urzędzie Gminy Pruszcz Gdański (2005–2011) i Urzędzie Gminy Trąbki Wielkie (2012–2015). W 2015 powołana na stanowisko zastępcy prezydenta Wejherowa ds. rozwoju miasta. W 2018 wybrana na radną Wejherowa z ramienia komitetu wyborczego Krzysztofa Hildebrandta (nie objęła jednak mandatu, pozostając na funkcji wiceprezydenta miasta).
20 grudnia 2023 powołana przez prezesa Rady Ministrów Donalda Tuska na urząd wojewody pomorskiego.
W 2024 została powołana przez wojewodę warmińsko-mazurskiego Radosława Króla do rady nadzorczej Wojewódzkiego Funduszu Ochrony Środowiska i Gospodarki Wodnej w Olsztynie. Sama zaś powołała Radosława Króla do rady nadzorczej WFOŚiGW w Gdańsku. Po upublicznieniu sprawy oboje złożyli rezygnacje.